# Łopuchówka (rejon postawski)
Łopuchówka – dawna kolonia. Tereny na których leżała znajdują się obecnie na Białorusi, w obwodzie witebskim, w rejonie postawskim, w sielsowiecie Nowosiółki.

## Historia
W czasach zaborów w granicach Imperium Rosyjskiego.
W dwudziestoleciu międzywojennym zaścianek a następnie kolonia leżała w Polsce, w województwie wileńskim, w powiecie duniłowickim (od 1926 postawskim), w gminie Łuczaj.
Według Powszechnego Spisu Ludności z 1921 roku zamieszkiwało tu 37 osób, wszystkie były wyznania prawosławnego. Jednocześnie 1 mieszkaniec zadeklarował polską przynależność narodową a 36 białoruską. Było tu 7 budynków mieszkalnych. W 1931 w 7 domach zamieszkiwało 31 osób.
Miejscowość należała do parafii rzymskokatolickiej w Postawach i prawosławnej w Andronach. Podlegała pod Sąd Grodzki w Postawach i Okręgowy w Wilnie; właściwy urząd pocztowy mieścił się w Postawach.
W 1938 roku miejscowość należała do gromady Promyślady gminy Łuczaj.